# Sweet Water
Sweet Water – miasto w Stanach Zjednoczonych, w stanie Alabama, w hrabstwie Marengo. W roku 2023 miasto zamieszkiwało 219 osób, a gęstość zaludnienia wynosiła 43,8 osoby/km².